# Emballonura semicaudata
Il pipistrello dalla coda a guaina del Pacifico (Emballonura semicaudata Peale, 1848) è un pipistrello della famiglia degli Emballonuridi diffuso in alcune isole dell'Oceano Pacifico.

## Descrizione

### Dimensioni
Pipistrello di piccole dimensioni, con la lunghezza della testa e del corpo tra 41 e 49 mm, la lunghezza dell'avambraccio tra 44,4 e 47,9 mm, la lunghezza delle orecchie tra 10 e 13,6 mm e un peso fino a 8 g.

### Aspetto
Il colore generale del corpo è brunastro. Il muso è appuntito, con il labbro superiore che si estende ben oltre quello inferiore, le narici sono ravvicinate, si aprono frontalmente e sono separate da un solco sottile. Sul mento è presente un solco longitudinale. Gli occhi sono piccoli. Le orecchie sono corte, separate tra loro, triangolari, rivolte posteriormente e con una concavità sul bordo esterno appena sotto la punta. Il trago è allargato verso l'estremità e curvato in avanti. Le ali sono e attaccate posteriormente sulle caviglie. La coda è lunga e fuoriesce dall'uropatagio a circa metà della sua lunghezza. Il calcar è lungo quanto la tibia.

## Biologia

### Comportamento
Si rifugia all'interno delle grotte preferibilmente in prossimità delle entrate. L'attività predatoria inizia al tramonto, sebbene sia stata osservata volare di giorno nelle foreste.

### Alimentazione
Si nutre di insetti.

## Distribuzione e habitat
Questa specie era originariamente diffusa nelle Isole Tonga, Figi, Samoa, Vanuatu, Isole Marianne e in alcune isole della Micronesia. Il suo areale si è drasticamente ridotto ed è attualmente estinta in molte isole.
Vive nelle foreste fino a 210 metri di altitudine.

## Tassonomia
Sono state riconosciute 4 sottospecie:
- E.s.semicaudata: Isole Tonga: 'Eua e Niuafo'ou; Isole Figi: Taveuni, Ovalau, Viti Levu, Lakiba, Rotuma e sulle Isole Yasawa. In epoca storica è vissuta sulle Samoa, Samoa americane, Belau e nelle Vanuatu;
- E.s.palauensis (Yamashima, 1932): Belau: Koror, Peleliu, Babelthuap ed Angaur;
- E.s.rotensis (Yamashima, 1943): Isole Marianne Settentrionali: Aguijan. In epoca storica è vissuta anche su Guam, Rota, Tinian e Saipan;
- E.s.sulcata (Miller, 1911): Chuuk e Pohnpei, negli Stati Federati della Micronesia.

## Conservazione
La IUCN Red List, considerato l'areale limitato e seriamente frammentato e il continuo declino nella qualità ed estensione del proprio habitat, classifica E.semicaudata come specie in pericolo di estinzione (Endangered).